# Adra-Gefängnis
Das Adra-Gefängnis (arabisch سجن عدرا Sidschn Adra, DMG Siǧn ʿAdrā) war ein Gefängnis des syrischen Assad-Regimes, wobei es als Foltergefängnis Bekanntheit erlangte. Es hatte zwar eine geplante Kapazität von 2500 Gefangenen, jedoch waren um das Jahr 2014 etwa 7000 Personen dort inhaftiert. Unter diesen 7000 Häftlingen waren etwa 12 Frauen.
Von 2005 bis 2008 wurde das Gefängnis von Samir Ousman Alsheikh geleitet. Der Direktor wurde im Jahr 2024 in den USA wegen der Foltertaten angeklagt.